# Bánd
Bánd (německy Bandau) je vesnice v Maďarsku v župě Veszprém, spadající pod okres Veszprém. Nachází se asi 6 km severozápadně od Veszprému. Žije zde 686 obyvatel. Dle údajů z roku 2011 tvoří 86,5 % obyvatelstva Maďaři, 27,4 % Němci a 0,3 % Rumuni.
V blízkosti vesnice prochází dálnice M8. Sousední vesnicí je Márkó, sousedními městy Herend a Veszprém.
Narodil se zde druhý maďarský prezident, Ferenc Mádl.